# Listă de formații groove metal
Aceasta este o listă de formații groove metal:
- A.N.I.M.A.L.[necesită citare]
- Anthrax[1]
- Acrassicauda[2]
- Avatar[3]
- AxeWound[4]
- Bad Wolves[5]
- Betzefer[6][7]
- Bewized[8]
- Biohazard[9]
- Biomechanical[necesită citare]
- Black Label Society[10]
- Bleed from Within[11]
- Bleed the Sky[12][13]
- Body Count[14]
- Brotality[necesită citare]
- Brujeria[15]
- Butcher Babies[16]
- Byzantine[17]
- Cavalera Conspiracy[18]
- Channel Zero[19]
- Chimaira[20]
- City of Fire[21]
- Clutch[22][23]
- Confess[24]
- Dagoba[25]
- Damageplan[26]
- Demon Hunter[27]
- DevilDriver[28]
- Ektomorf[29]
- Entombed[30]
- Exhorder[31]
- Face Down[32]
- Fear Factory[33]
- Fight[34]
- Fireball Ministry[35]
- Five Finger Death Punch[36]
- Flotsam and Jetsam[37]
- Forbidden[38]
- Frankenbok[39]
- Gojira[40][41]
- Grimaze[42]
- Grip Inc.[43]
- Hamlet[44]
- Hellyeah[45][46]
- Hemlock[47]
- Incite[48]
- Killer Be Killed[49]
- Lamb of God[1]
- Lazarus A.D.[50]
- Living Sacrifice[51]
- Lost Society[52]
- Machine Head[53][54]
- Mastodon[55]
- Meshuggah[56]
- Metal Allegiance[57]
- Mnemic[58]
- Mortification[59]
- Nailbomb[necesită citare]
- Nonpoint[60][61]
- Omega Diatribe[62][63]
- Orbit Culture[64]
- Pantera[65][66]
- Phenomy[67]
- Pissing Razors[68]
- Powerman 5000[69][70]
- Praxis[71]
- Primus[72]
- Product of Hate[73]
- Prong[74][75]
- Pro-Pain[76]
- Sacred Reich[77][78]
- Sepultura[79][80]
- The Showdown[81]
- Silent Civilian[necesită citare]
- Skinlab[82]
- Slipknot[83]
- Soulfly[80]
- Tad[84]
- Terror Universal[85][86]
- Testament[87]
- Threat Signal[80][88]
- Throwdown[89]
- Thy Will Be Done[90]
- Trivium[1]
- Upon a Burning Body[91]
- Voivod[92]
- Volbeat[93]
- White Zombie[94][95]